# Nørresø (Viborg)
 For alternative betydninger, se Nørresø. (Se også artikler, som begynder med Nørresø)
Viborg Nørresø er den nordligste af Viborgsøerne, der ligger midt i Viborg by, Viborg Kommune. Oplandet består primært af landbrugsarealer, mens cirka 20 % af oplandet udgøres af bymæssig bebyggelse. Nørresø er 2,3 km lang og ca. 700 m bred på bredeste sted og bliver forsynet med vand fra Nørremølle Å, der munder ud i nordenden af Nørresø. Siden 1600-tallet har der været vandmølle her. Viborg Nørresø er en relativt dyb sø med en maksimal vanddybde på 12,5 m. Størstedelen af søen har vanddybder på over 2 m, og søen har permanent lagdeling hver sommer.